# Račje selo
Račje selo je naselje v občini Trebnje.
Račje selo je obcestno naselje, na jugu je gozdnati Majcnov hrib, na zahodu nižji Hrib, v vznožju katerega so njive, na vrhu pa gozd. Poleg Hriba je grič s cerkvijo svetega Florijana, ki je bila zgrajena v prvi polovici 17. stoletja in je naslednica starejše cerkve, ki se prvič omenja leta 1526. Glavni oltar iz leta 1676 je Plumbergovo delo, glavni kip svetega Florijana delo Borisa Kalina, križev pot iz leta 1843 pa je Langusov. V zvoniku je zvon ljubljanskega livarja Lienharta iz leta 1655. 
Na severu se razprostirajo Blaške njive, ki sežejo v dolinsko zajedo Dol, na vzhodu svet pada proti vlažnim travnikom ob Vejarju, Lokam, sredi Lok pa se dviga Mali hrib, pod katerim so vlažni travniki Blate. Ob cesti proti Veliki Loki se razprostirajo njive Vejar, tik ob vasici pa je kraška globel Devc z izvirom Periv, kjer so pred leti napajali živino in prali perilo. Na križišču je kal, v bližini vasi pa je bilo najdenih mnogo najdb iz prazgodovinskega in rimskega časa.